# Književnost u 1880.
◄◄ | ◄ | 1877. | 1878. | 1879. | 1880.  | 1881. | 1882. | 1883. | ► | ►►
Arhitektura • Astronomija • Biologija • Film • Fotografija • Glazba • Kazalište • Kemija • Kiparstvo • Knjige • Književnost • Kršćanstvo • Meteorologija • Medicina • Planinarstvo • Politika • Pravo • Promet • Slikarstvo • Šport • Znanost • Željeznički promet
Književnost u 1880.

## Svijet

### Književna djela
- Braća Karamazovi Fjodora Mihajloviča Dostojevskog
- Nana Emilea Zole

### Smrti
- 8. svibnja – Gustave Flaubert, francuski prozaist (* 1821.)

## Hrvatska i u Hrvata

### Rođenja
- 25. studenog – Milutin Cihlar Nehajev, hrvatski književnik, novinar, kazališni i glazbeni kritičar († 1931.)

## Vanjske poveznice
|  | Zajednički poslužitelj ima još gradiva o temi Književnost u 1880. |